# 1950 dans le catholicisme
Chronologie du catholicisme
- 1946
- 1947
- 1948
- 1949
- 1950
- 1951
- 1952
- 1953
- 1954

Cet article présente les faits marquants de l'année 1950 dans le catholicisme.

## Évènements
- 1950 est une Année sainte.
- 23 avril : canonisation d'Émilie de Rodat.
- 7 mai : canonisation d'Antoine-Marie Claret.
- 18 mai : canonisation de Bartolomée Capitanio et Vincenza Gerosa.
- 28 mai : canonisation de Jeanne de France.
- 11 juin : canonisation de Vincent-Marie Strambi.
- 9 juillet : canonisation de Maríana de Paredes y Flores.
- 24 juin : canonisation de Maria Goretti, jeune fille italienne martyre.
- 15 août : publication de l'encyclique Humani generis.
- 15 octobre : béatification d'Anne-Marie Javouhey.
- 1er novembre : par la constitution apostolique Munificentissimus Deus, le pape Pie XII proclame le dogme de l'Assomption de la Vierge Marie.
- 12 novembre : béatification de Marguerite Bourgeoys.

## Naissances
- 9 janvier : Carlos Aguiar Retes, cardinal mexicain, archevêque de Mexico
- 28 janvier : Karl-Heinz Menke, prêtre, théologien et enseignant allemand
- 1er février : Kazimierz Nycz, cardinal polonais, archevêque de Varsovie
- 6 février : Timothy Dolan, cardinal américain, archevêque de New York
- 28 février : Carlos Castillo Mattasoglio, cardinal péruvien, archevêque de Lima
- 6 mars : 
  - Felix Genn, prélat allemand, évêque de Münster
  - Arthur Roche, cardinal anglais de la Curie
- 15 mars : Kurt Koch, cardinal suisse de la Curie
- 16 mars : Lode Van Hecke, prélat trappiste belge, évêque de Gand
- 15 avril : Declan Lang, prélat britannique, évêque de Clifton
- 25 avril : François Jacolin, prélat français, évêque de Luçon
- 3 mai : James Patrick Green, prélat américain, diplomate du Saint-Siège et archevêque titulaire d'Altinum (de)
- 10 mai : Alain Castet, prélat français, évêque de Luçon
- 29 mai : Élie Yéghiayan, prélat syrien, éparque de Paris des Arméniens
- 3 juin : Patrick Jacquin, prêtre français, recteur de Notre-Dame de Paris († 3 juin 1950)
- 4 juin : Raymond Dumais, ex-prélat canadien, évêque de Gaspé, ayant démissionné pour se marier († 19 octobre 2012)
- 7 juin : Hubert Berenbrinker, prélat allemand, évêque auxiliaire de Paderborn et évêque titulaire de Panatoria (de)
- 8 juin : Karl Hillenbrand, prêtre allemand, vicaire général de Wurtzbourg
- 23 juin :
  - Marco Luzzago, lieutenant du grand maître de l'Ordre de Malte († 23 juin 1950)
  - Orani João Tempesta, cardinal brésilien, archevêque de Rio de Janeiro
- 8 juillet : Ignatius Suharyo Hardjoatmodjo, cardinal indonésien, archevêque de Jakarta
- 16 juillet : Bruno Gamberini (pt), prélat brésilien, archevêque de Campinas, précédemment évêque de Bragança Paulista (pt) († 28 août 2011)
- 25 juillet : John Lipscomb, ancien évêque épiscopalien devenu prêtre catholique
- 30 juillet : Christian Delorme, prêtre français, impliqué dans le dialogue interreligieux et la lutte contre le racisme
- 2 août : Jean-Marie Lovey, prélat suisse, évêque de Sion
- 30 août : Edvards Pavlovskis (de), prélat letton, évêque de Jelgava (de)
- 1er septembre : Oscar Cantoni, cardinal italien, évêque de Côme
- 4 septembre : René Guay, prélat canadien, évêque de Chicoutimi
- 5 septembre : 
  - Julien Andavo Mbia, prélat congolais, évêque d'Isiro-Nyangara († 14 juillet 2024)
  - Salim Daccache, prêtre jésuite, philosophe et enseignant libanais
- 6 septembre : Gérard Pettipas, prélat canadien, archevêque de Grouard-McLennan
- 21 septembre : Denis Theurillat, prélat suisse, évêque auxiliaire de Bâle et évêque titulaire de Tubulbaca (de)
- 11 octobre : Bienheureux Christophe Lebreton, moine trappiste, missionnaire en Algérie et martyr français († avril ou mai 1996)
- 17 octobre : 
  - Philippe Barbarin, cardinal français, archevêque de Lyon
  - Tommaso Caputo, prélat italien, diplomate du Saint-Siège et archevêque titulaire d'Otriculum (de)
- 21 octobre : Savio Hon Tai-Fai, prélat chinois, diplomate du Saint-Siège et archevêque titulaire de Sila
- 23 octobre : Fidèle Agbatchi, prélat béninois, archevêque de Parakou
- 31 octobre : Leopoldo González González, prélat mexicain, archevêque d'Acapulco
- 3 novembre : Bernard Bober, prélat slovaque, archevêque de Košice
- 6 novembre : 
  - Ronald Peter Fabbro, prélat canadien, évêque de London
  - Leonardo Ulrich Steiner, cardinal brésilien, archevêque de Manaus, auparavant évêque titulaire de Thisiduo (de)
- 18 novembre : Alessandro D'Errico, prélat italien, diplomate du Saint-Siège et archevêque titulaire d'Hyccarum (de)
- 2 décembre : Otto Georgens, prélat allemand, évêque auxiliaire de Spire et évêque titulaire de Gubaliana (de)
- 14 décembre : Carl Reid, prélat canadien, évêque anglican converti au catholicisme
- 22 décembre : Tomáš Galis (en), prélat slovaque, évêque de Žilina (de)
- Date précise inconnue : Jean-Philippe Chauveau, prêtre français, engagé dans l'action sociale

## Décès
- 1er janvier : Karl Kälin, prêtre jésuite, traducteur et écrivain suisse (° 5 mai 1870)
- 5 février : Adolphe Pierre Szelazek, prélat polonais, évêque de Łuck, précédemment évêque titulaire de Barca (de) (° 1er août 1865)
- 21 février : Henri Le Floch, prêtre spiritain et enseignant français (° 8 juin 1862)
- 16 mars : Emanuele Stablum, religieux et médecin italien, Juste parmi les nations, vénérable (° 10 juin 1895)
- 18 mars : Michel Peynot, prêtre et auteur français (° 6 septembre 1866)
- 20 mars : Fleury De Lannoy, prêtre et historien belge (° 19 mars 1876)
- 8 avril : Théophile-Marie Louvard, prélat français, évêque de Coutances (° 5 octobre 1858)
- 13 avril : James Morrison, prélat canadien, archevêque-évêque d'Antigonish (° 9 juillet 1861)
- 9 mai : Pierre Favret, prêtre et archéologue français (° 12 mai 1875)
- 10 mai : Bienheureux Vasile Aftenie, prélat grec-catholique roumain, évêque auxiliaire de Făgăraş et Alba Iulia et évêque titulaire d'Ulpiana (de), martyr du communisme (° 14 juin 1899)
- 19 mai : Bienheureuse Pina Suriano, militante catholique et fondatrice italienne (° 18 février 1915)
- 25 mai : Bienheureux Mario Vergara, prêtre, missionnaire en Birmanie et martyr italien (° 18 novembre 1910)
- 3 juin : Albert Droulers, prélat français, évêque d'Amiens (° 22 décembre 1887)
- 12 juin : François Luneau, prêtre et missionnaire français en Océanie (° 15 mars 1890)
- 25 juin : Bienheureux Moisés Lira Serafín, prêtre mexicain, fondateur des Sœurs missionnaires de la Charité de Marie Immaculée (° 16 septembre 1893)
- 2 août : Luigi Lavitrano, cardinal italien de la Curie (° 7 mars 1874)
- 31 août : Bienheureux Pere Tarrés i Claret, médecin et prêtre espagnol (° 30 mai 1905)
- 3 septembre : Ambroise de Boissieu, prêtre et écrivain français (° 10 mars 1863)
- 13 octobre : René Cardaliaguet, prêtre et journaliste français (° 5 septembre 1875)
- 24 octobre : Bienheureuse Maria Tuci, laïque martyre albanaise (° 12 mars 1928)
- 2 novembre : Theodor Breher, prélat et missionnaire allemand, évêque de Yanji (° 21 août 1889)
- 12 novembre : Bienheureux Grégoire Lakota, prélat polonais de rite grec-catholique ukrainien, martyr du communisme (° 31 janvier 1883)
- 14 novembre : Georges-Alexandre Courchesne, prélat canadien, premier archevêque de Rimouski (° 13 septembre 1880)
- 21 décembre : Konrad von Preysing, cardinal allemand, évêque de Berlin (° 30 août 1880)
- Date précise inconnue : René Bethléem, prêtre et auteur français (° 1850)